# Ninja Gaiden Sigma 2
Ninja Gaiden Sigma 2 (стилизовано — Ninja Gaiden Σ2) — видеоигра в жанре hack and slash, разработанная Team Ninja и изданная Koei Tecmo. Игра является портом игры Ninja Gaiden II и была выпущена для консоли PlayStation 3 в 2009 году. В России игру распространяла компания «СофтКлаб».
Порт для PlayStation Vita под названием Ninja Gaiden Sigma 2 Plus (Ninja Gaiden Σ2+) был выпущен в 2013 году. Эта версия игры также была выпущена в составе сборника Ninja Gaiden: Master Collection 10 июня 2021 года на платформы PlayStation 4, Xbox One, Nintendo Switch и ПК под управлением Windows.

## Геймплей
По сравнению с оригинальной версией, в игре появились новые масштабные боссы, режим кооперативной игры по сети с тремя новыми персонажами (Аянэ, Момиджи и Рэйчел), а также поддержка трофеев PlayStation Network. В отличие от первой игры, датчик движения Sixaxis контроллера PlayStation 3 не используется для «зарядки» магии Нинпо, а применяется в качестве секретного способа покачивания груди женских персонажей.
Хотя Sigma 2 и содержит дополнительный контент, значительная часть контента также была убрана из игры или изменена. Например, резко сократилось количество врагов на экране. В режиме «Командная миссия», где два игрока могут играть одновременно в кооперативном режиме, второй персонаж будет управляться компьютером. В сюжетном режиме убрано начисление очков кармы, которые теперь начисляются только в режиме «Испытания глав». «Испытания доблести» также были удалены, а награды распределены по главам за Рю.
В системе управления игровым процессом кнопка действия заменена с RB/R1 на круг, круг теперь также является кнопкой сюрикена. Другие виды оружия дальнего боя были переведены на кнопку R2. Это позволяет одновременно экипировать лук/пушку и сюрикен. Игрок не может убрать экипировку лука или пушки. Таким образом, эти два вида оружия дополняют внешний вид Рю, даже если они не появляются в сценах. Из данной версии были убраны все головоломки. Теперь, при нажатии на правый стик, игра подсказывает, куда идти. Количество лечебных предметов на локациях было увеличено и теперь они являются единственным товаром, который можно купить в лавке Мурамасы. Большинство сундуков теперь содержат желтую, синюю или красную эссенцию. Игрок больше не может хранить у себя «Жизнь богов», «Жизнь тысячи богов» или «Дух дьявола»; вместо этого они автоматически расходуются при получении.
В качестве нового оружия ближнего боя был добавлен меч «Клык Энмы». Зажигательные сюрикены были убраны из арсенала Рю, а вместо него ими пользоваться стала Аянэ. У лука, теперь имеющего неограниченный боезапас, убрали Технику суперудара. Его заменила тяжелая пушка с низкой скоростью полета снаряда. Из оружия также были удалены сюрикен «Ветряная мельница» и пушка «Гарпун». Система улучшения оружия также была изменена и теперь ограничивает возможности улучшения, позволяя улучшать оружие только один раз в одном магазине. Кроме того, оружие можно улучшать только в магазинах, где горит синее пламя; лечебные предметы можно покупать в обоих типах магазинов.
Здоровье врагов было увеличено, чтобы компенсировать меньшее количество врагов на экране. Добавлено пять новых боссов, заменяющих двух старых. По одному новому боссу в каждой главе за женского персонажа (включая вернувшихся боссов из Ninja Gaiden: Dragon Sword и игры 2004 года), дракон вместо двойной битвы с Кецалькоатлем и две гигантские статуи: гигантская статуя Будды и статуя Свободы. Из игры был убран Туннельный червь. Большинство летающих врагов были убраны из-за бесконечных патронов огнестрельного оружия у персонажей.
В этой версии была убрана вся расчленёнка. Из врагов теперь исходит фиолетовый туман, а брызги крови были уменьшены. Расчленённые части тела больше не остаются на земле, а исчезают. В катсценах также была удалена расчленёнка. В японском издании игрок может обезглавливать только монстров и нелюдей; меню паузы и экран завершения уровня были окрашены в синий, чтобы показать это изменение. В версию для PlayStation Vita вернули всю расчленёнку, за исключением японской версии. Её эксклюзивными возможностями являются «Гонка ниндзя» и «Миссии по меткам». Улучшения версии PlayStation Vita не были добавлены в версию сборника Master Collection.

## Сюжет
Сюжет игры практически идентичен сюжету оригинальной игры. В Sigma 2 были добавлены три новые главы с участием трёх женских персонажей: Аянэ (куноичи из клана ниндзя Муген Тенсин, дружественного клана, которая впервые была представлена в серии игр Dead or Alive), Момидзи (член клана Хаябуса, которая использует нагинату и впервые была представлена в Ninja Gaiden: Dragon Sword) и Рэйчел (охотница на демонов из империи Святого Вигура, впервые появившаяся в игре 2004 года).

## Оценки
| Сводный рейтинг    | Сводный рейтинг               |
| Агрегатор          | Оценка                        |
| ------------------ | ----------------------------- |
| GameRankings       | PS3: 82,95 % PS Vita: 65,48 % |
| Metacritic         | PS3: 83/100 PS Vita: 66/100   |
| Иноязычные издания |                               |
| Издание            | Оценка                        |
| Destructoid        | 7,5/10 (Plus) 5,5/10          |
| Eurogamer          | 8/10                          |
| Game Informer      | 8,5/10                        |
| GameRevolution     | (Plus)                        |
| GamesRadar+        | [ 16 ]                        |
| IGN                | 8,4/10 (Plus) 6/10            |
| Push Square        | [ 19 ]                        |
| VideoGamer         | 9/10                          |

Игра получила в основном положительные отзывы. Игру хвалили за новый контент, но критиковали её за упрощение игрового процесса и удаление жестокости.